# 6e Convention nationale acadienne
 (août 2022).
La VIe convention nationale acadienne a lieu du 19 au 20 août 1908 à Saint-Basile, au Nouveau-Brunswick (Canada).
Les délégués décident de faire parvenir une supplique à Rome priant le Pape d'accorder aux Acadiens un évêque de leur nationalité. Il est demandé aux journaux acadiens de moins reproduire d'articles de journaux étrangers et de s'attacher les services d'écrivains acadiens.

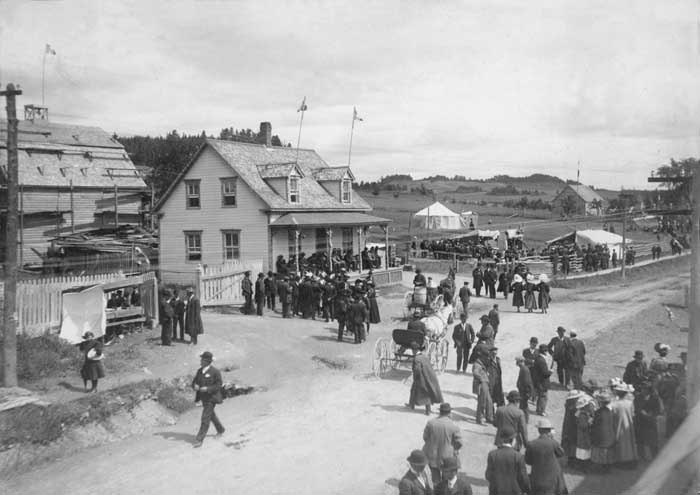
La VIe Convention nationale acadienne.
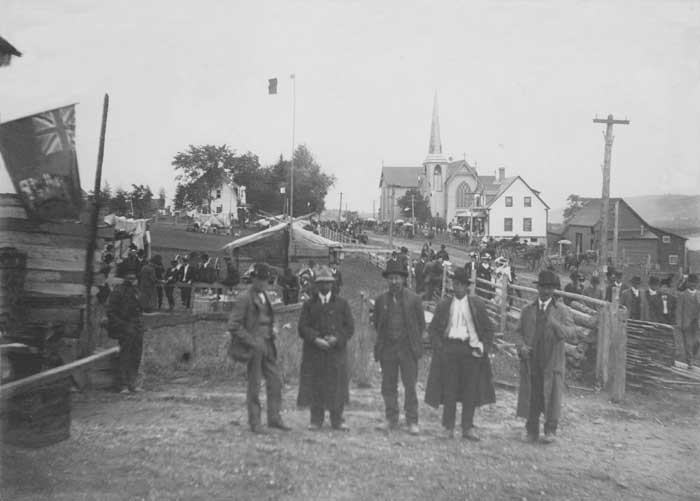
Quelques participants.
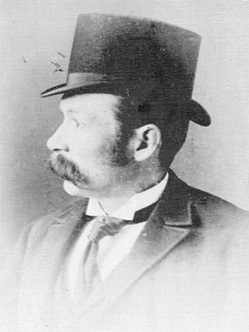
François-Joseph Buote, élu président de la Société nationale de l'Acadie lors de la convention.